# 石从愿
石从愿，元朝政治人物。

## 生平
元大德年間（1297年二月—1307年）石从愿曾接替周维惠任松江府知府一职，後於至大（1308年—1311年）年間由贾汝舟接任。具體任免時間不詳。